# الاستشارة الإلكترونية التونسية 2022
الاستشارة الإلكترونية التونسية 2022 هي عبارة عن استفتاء الكتروني، يختار من خلاله المشارك إحدى الإجابات على مجموعة من الأسئلة تتعلق بمحور معين ويُستفتى على بعض الموضوعات المتعلقة بالشأن العام التونسي. انطلقت الإستشارة رسميا لعموم المواطنين التونسيين تحت شعار «الإستشارة الوطنية... رأيكم... قرارنا» منذ 15 يناير 2022 وانتهت رسميا يوم 20 مارس 2022.

## خلفية
بعد الأزمة السياسية التونسية، عام 2021، والتي عصفت بحكومة هشام المشيشي وأدت إلى تعليق اختصاصات البرلمان. دعت العديد من الأحزاب السياسية ومنظمات المجتمع المدني التونسية الرئيس قيس سعيد لإجراء حوار وطني شامل للخروج من الأزمة. الأمر الذي رفضه الرئيس واعتبر أن الحوار يجب أن يجرى مع الشعب التونسي لا مع الأحزاب. كما قال سعيد إن الحوار الوطني الذي يعتزم إطلاقه «نوع جديد من الاستفتاء ولن يكون بمفهومه التقليدي وسيخصص للاستماع إلى مقترحات الشعب التّونسي في كل المجالات». إن الحوار الوطني الذي يعتزم إطلاقه «نوع جديد من الاستفتاء ولن يكون بمفهومه التقليدي وسيخصص للاستماع إلى مقترحات الشعب التّونسي في كل المجالات».
شككت العديد من الجبهات المعارضة لقرارت الرئيس والأحزاب المناهضة له في هذا الحوار ودعت إلى مقاطعته.

## إنطلاقها
بعد دعوات متكررة لوضع «خارطة طريق» و«حوار وطني» لتحديد مصير البلاد بعد 25 يوليو 2021، أعلن الرئيس قيس سعيد في خطاب ألقاه على الشعب التونسي، يوم 13 ديسمبر 2021، عن تنظيم «استشارة شعبية إلكترونية» بداية من الفاتح من يناير 2022 «والإعداد للمنصات الالكترونية وبلورة أسئلة واضحة ومختصرة وتنظيم استشارات مباشرة بكل معتمدية على أن تنتهي هذه الاستشارات في 20 مارس 2022».
وفي 1 يناير 2022، ٱعلن عن تنظيم الاستشارة الالكترونية في فترة تجريبية على مدى أسبوعين في دور الشباب بجميع ولايات الجمهورية فقط، وفتحها للعموم في 15 يناير 2022 وفق ما صرح به وزير تكنولوجيات الاتصال نزار بن ناجي.

## مواضيع الاستشارة
يقول الموقع الرسمي للاستشارة أن الهدف منها هو «إتاحة الفرصة لجميع التونسيات والتونسيين، سواء داخل حدود الوطن أو خارجه، للتعبير عن أرائهم ومتطلعاتهم بكل حرية وشفافية لدعم التحول الديمقراطي في تونس».
تختص هذه الاستشارة بـ6 محاور أو مجالات وهي: الشأن الإقتصادي، الشأن التعليمي والثقافي، الشأن الإجتماعي، الشأن السياسي والإنتخابي، التنمية والانتقال الرقمي، وجودة الحياة.

في بداية الاستشارة، يُطرح سؤال عام «طموحاتك في أن تصبح تونس بلدا» على أن يختار المستعمل ثلاثة إجابات من 7 إجابات ممكنة: 
«عصريّاً متفتّحاً ومنفتحاً على العالم»،
«مواطنوه يشعرون بالطمأنينة ومتفائلون بالمستقبل»،
«تتكافؤ فيه فرص المساهمة في خلق الثروة لجميع الفئات والجهات»،
«يعتبر العمل والجهد والمبادرة والنجاح المهني كأهم القيم المجتمعيّة»،
«تتصالح فيه المدرسة والجامعة والمؤسسة الاقتصادية مع الشباب»،
«يتميّز فيه مناخ الأعمال والمناخ الاجتماعي وتنافسية المؤسسات»،
«ليس لي طموح».
5 أسئلة تتفرع من كلّ محور، ويحتوي كل سؤال مجموعة من الأجوبة يختار منها 3 احتمالات كأقصى تقدير، وهنالك أسئلة تحتمل إجابة واحدة، ويحتوي كذلك كلّ محور من المحاور الكبرى مساحة للتعبير الحرّ.

### المحور الأول: الشأن السياسي والإنتخابي
السؤال الأول: يتعلق بمدى الرضا عن المسار السياسي في العشرية المنقضية
السؤال الثاني: يتعلق بأهم الإصلاحات التي وجب  اتخاذها
السؤال الثالث: يتعلق بالنظام السياسي
السؤال الرابع: يتعلق بسحب الثقة من النائب
السؤال الخامس: يتعلق بالمشاكل التي تواجه القضاء

### المحور الثاني: الشأن الإقتصادي والمالي
السؤال الأول: حول أسباب الركود الاقتصادي في جهة المستعمل
السؤال الثاني: حول القطاعات الأكثر قدرة على النهوض بجهة المستجوب
السؤال الثالث: ما إذا كان المستجوب قد قام ببعث مشروع خاص
السؤال الرابع: يتعلق بعراقيل بعث المشاريع الخاصة في جهة المستجوب
السؤال الخامس: يتعلق بالطريقة المفضلة للمستعمل في المعاملات المالية

### المحور الثالث: الشأن الاجتماعي
السؤال الأول: يتعلق بأهم حلول البطالة في جهة المستعمل:
السؤال الثاني: المشاكل التي تهم أسرة المستجوب
السؤال الثالث: يتعلق بمشاكل المرأة في جهة المستجوب
السؤال الرابع: حول مشاكل الطفل في الجهة
السؤال الخامس: يتعلق بنقائص الرعاية الاجتماعية لكبار السن وذوي الاحتياجات الخاصة في الجهة

### المحور الرابع: التنمية والانتقال الرقمي
السؤال الأول: يتعلق باحتياجات وأولويات الجهة في مجال الطاقة
السؤال الثاني: أولويات الجهة في مجال المياه
السؤال الثالث: حول إجراءات تحسين المحيط البيئي بالجهة
السؤال الرابع: حول جودة الخدمات الإلكترونية
السؤال الخامس: نقائص تحول دون استعمال الخدمات الإلكترونية

### المحور الخامس: الصحة وجودة الحياة
السؤال الأول: يتعلق بالإجراءات اللازمة لتحسين الخدمات الصحية بالجهة التي ينتمي إليها المستجوب
السؤال الثاني: حول ضمان جودة الحياة في الجائحة
السؤال الثالث: جودة النقل العمومي في جهة المستجوب
السؤال الرابع: يتعلق بالاحتياجات في مجال التغذية
السؤال الخامس: حول المنشآت الترفيهية والأنشطة التي تنقص جهة المتعاطي مع الاستشارة

### المحور السادس: الشأن التعلمي والثقافي
السؤال الأول: حول أهم مشاكل المؤسسات التربوية في جهة المتعاطي مع الاستشارة
السؤال الثاني: مشاكل المحاضن ورياض الأطفال في الجهة:
السؤال الثالث: حول اندماج المؤسسات الجامعية ومراكز التكوين المهني في الحياة الاجتماعية وسوق الشغل
السؤال الرابع: الأنشطة الثقافية والفنية بالجهة
السؤال الخامس: حول إثراء الثقافة ومواكبة الأحداث والشأن العام

### نقد
وصف حزب آفاق تونس في بيان له، السبت 15 يناير 2022، أسئلة الاستشارة بـ«المسرحية سيئة الإخراج». كما قال الحزب أن الأسئلة هي «تزييف للإرادة الشعبية ونتائجها موجّهة ومحدّدة مسبقا، وتكشف عن إرادة واضحة لرئيس الجمهورية في تمرير مشروع سياسي شخصي بدل الاستجابة للتطلّعات المواطنات والمواطنين في الإصلاح الشامل».

## شروط المشاركة
يستطيع كل شخص يحمل بطاقة تعريف وطنية أو جواز سفر تونسي، يبلغ من العمر 18 عاما على الأقل، مقيم داخل أو خارج تونس، المشاركة في هذه الإستشارة.

## الإحصائيات
حسب ما ذكره موقعها الرسمي، فقد شارك 534 ألف و915 تونسيا في الاستشارة الالكترونية، 210 366 ذكور و705 168 إناث.
بلغت نسبة المشاركين حسب الفئات العمرية:
1. من فئة الشباب (18 - 29 سنة): 19.2%
2. من الفئة العمرية (30 - 39 سنة): 25.6%
3. من الكهول (40 - 59 سنة): 39.8%
4. من كبار السن (60 سنة فما فوق): 15.4%

### الأرقام حسب الأقاليم
| الترتيب | الإقليم       | الولايات التابعة له                                      | عدد المشاركين | نسبة المشاركة | ملاحظات                                                                                   |
| ------- | ------------- | -------------------------------------------------------- | ------------- | ------------- | ----------------------------------------------------------------------------------------- |
| 1       | الشمال الشرقي | - بنزرت - تونس - أريانة - منوبة - بن عروس - زغوان - نابل | 103 136       | 31.07%        | - أكبر إقليم من حيث عدد المشاركين. - ولاية تونس شهدت أعلى نسبة مشاركة على المستوى الوطني. |
| 2       | الوسط الشرقي  | - سوسة - المنستير - المهدية - صفاقس                      | 784 98        | 22.55%        | - ولاية صفاقس شهدت ثاني أعلى نسبة مشاركة.                                                 |
| 3       | الشمال الغربي | - باجة - جندوبة - الكاف - سليانة                         | 186 69        | 15.79%        |                                                                                           |
| 4       | الوسط الغربي  | - سيدي بوزيد - القيروان - القصرين                        | 863 58        | 13.44%        |                                                                                           |
| 5       | الجنوب الشرقي | - قابس - مدنين - تطاوين                                  | 650 26        | 6.08%         | - ولاية تطاوين شهدت أدنى نسبة مشاركة على المستوى الوطني.                                  |
| 6       | الجنوب الغربي | - قفصة - توزر - قبلي                                     | 032 24        | 5.48%         | - أقل إقليم من حيث عدد المشاركين.                                                         |

## انتقادات ودعوات المقاطعة
دعت مبادرة «مواطنون ضد الإنقلاب» المعارضة لإجراءات الرئيس قيس سعيد، الخميس 30 ديسمبر 2021، إلى مقاطعة الاستشارة الإلكترونية التي يريدها الرئيس حول عدد من الإصلاحات السياسية كونها «غير شرعية وغير شفافة» حسب قول القائمين على المبادرة.
وتعليقا على إعلان الإستشارة، أعلن الحزب الجمهوري في تونس، الخميس 30 ديسمبر 2021، «رفضه القطعي لتسخير إمكانيات الدولة والمال العام لتنفيذ بنود الأجندة السياسية الخاصة بالمشروع السياسي لرئيس الجمهورية»، داعيا المواطنين إلى «عدم الإنخراط في الإستشارة».
اعتبر الإتحاد العام التونسي للشغل، في بيان له، الثلاثاء 4 يناير 2022، أن «الاستشارة الالكترونية لايمكن أن تحلّ محلّ الحوار الحقيقي لكونها لا تمثّل أوسع شرائح المجتمع وقواه الوطنية فضلا عن غموض آلياتها وغياب سبل رقابتها ومخاطر التدخّل في مسارها والتأثير في نتائجها».
دعت حركة النهضة، الجمعة 7 يناير 2022، التونسيين والتونسيات إلى «مقاطعة الاستشارة الالكترونية»، واعتبرتها «مواصلة للانحراف بالسلطة وتركيزا للحكم الفردي الاستبدادي وضربا لآليات العمل الديمقراطي، في إطار مشروع أشمل لتفكيك مؤسسات الدولة، وفي إرادة واضحة لقطع الطريق أمام أي فرصة لإدارة الأزمة عبر الحوار والتفاوض كآلية ناجعة في تحقيق الاستقرار السياسي المنشود والتوافق حول الإصلاحات والبدائل الضرورية» وفق نص البيان الذي اصدرته الحركة.
وصف الأمين العام لحزب العمال حمة الهمامي الاستشارة الإلكترونية بـ«المهزلة» مضيفا بأنها «تستغبي التونسيين وتستهزئ بذكائهم». كما دعا الهمامي إلى الحذر من رئيس الجمهورية قيس سعيد الذي يمثل «مشروع مستبد» حسب قوله.
أبدت منظمة أنا يقظ الحقوقية تخوفها من «غياب ضمانات حماية المعطيات الشخصية للمشاركين في الاستشارة»، بالإضافة إلى «غياب الشفافية» و«استغلال موارد الدولة وإهدار المال العام من خلال استشارة إلكترونية صورية خدمة لمشروع شخصي لرئيس الجمهورية»، وبناءا على هذه الإتهامات دعت المنظمة لمقاطعة هذه الاستشارة.